# 格陵蘭諾爾斯語
關於爱斯基摩-阿留申语系的語言，請參見格陵蘭語
格陵蘭諾爾斯語是一種已絕滅的、至十五世紀晚期止通行於格陵蘭諾爾斯人殖民地的北日耳曼語言。這個語言的紀錄主要是來自於八十多個盧恩字母碑銘，這些碑銘有許多都難以定年，且並不一定每個都是格陵蘭的居民所刻的。

## 歷史
由於材料的缺乏，因此難以確定格陵蘭諾爾斯語在語言學上的特徵為何。不過某些碑銘卻顯示出人們將t用在發音本是þ的地方，如用torir代替þorir、tana代替þana即為其例。這項變化和挪威語在中古晚期的變化相互對應。另一方面，格陵蘭諾爾斯語似乎保存了一些在其他斯堪地那維亞語言中已發生變化的特徵，這包括了除此之外只在冰島語中保存的、字首的hl和hr，以及在冰島語中和æ合併，但在古挪威語中依舊留存的長音œ。
格陵蘭諾爾斯語被認為曾和當地因紐特人的語言格陵蘭語(卡拉里蘇特語)發生語言接觸的現象，並在該語言中留下一些痕跡。特別地，格陵蘭語(卡拉里蘇特語)的用來稱呼「格陵蘭人」的單詞Kalaaleq，其起源被認為是諾爾斯語言用來指稱他們(諾爾斯人)在北美洲遇到的原住民的詞Skrælingr。另外還有人認為指稱「女人」的字詞kona也是源自諾爾斯語言的。
已知的證據並未顯示出語言磨蝕(Language attrition)的狀況，這種語言可能是與使用這個語言的族群一起消失的。

## 例文
大約1300年左右製作的、在諾爾斯殖民地北方的乌佩纳维克附近發現的青吉托爾蘇阿克盧恩石刻(Kingittorsuaq Runestone)被認為是諾爾斯探險者所刻的。
| 轉寫 el=likr * sikuaþs : so=n:r * ok * baan=ne : torta=r son : ok enriþi * os son : laukardak*in : fyrir * gakndag hloþu * ua=rda te * ok rydu : | 翻譯 Ellikr Sikuaþssonr與Baanne Tortarson 與Enriþi Osson，在公禱節(Rogation Sunday，4月25日)前的星期六， 清理並立起此石。 |  |

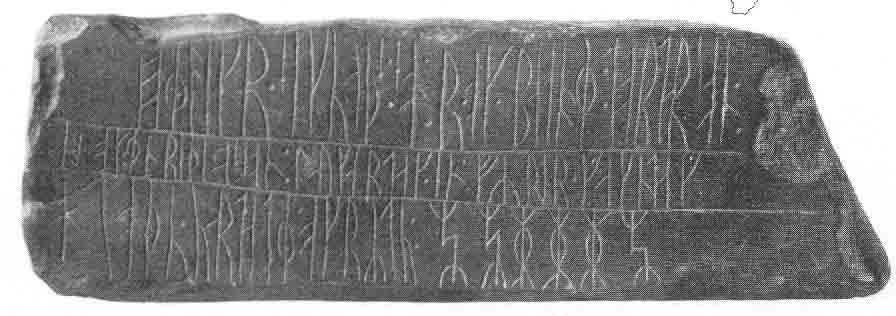
青吉托爾蘇阿克盧恩石刻(Kingittorsuaq Runestone)

Tortarson (古諾斯語相對應的字：Þórðarson)這個父名顯現了自þ至t的轉變，而hloþu(對應至古冰島語的hlóðu和古挪威語的lóðu)這個字顯現了字首hl的留存。

## 腳註
1. 1 2 3  Bandle, p. 1234.
2. ↑  Barnes, p. 185.
3. ↑  Jahr, p. 233.
4. ↑  Jahr, p. 231.
5. ↑  英語原版中，此文在2008年1月12日下載自The Rundata database

## 外部連結
- Runic inscription from Greenland （页面存档备份，存于）

| 前罗马铁器时代 前500年–前100年              | 前罗马铁器时代 前500年–前100年 | 罗马铁器时代早期 前100年–100年     | 罗马铁器时代晚期 100年–300年       | 迁徙时期 300年–600年            | 中世纪前期 600年–1100年     | 中世纪 1100–1350年    | 中世纪后期 1350年–1500年 | 近代早期 1500年–1700年 | 现代 1700年至今 |
| 原始日耳曼语                                | 西日耳曼语                     | 厄尔米诺内语 （易北河日耳曼语）    | 原始高地德语                       | 原始高地德语                    | 古高地德语、 伦巴底语       | 中古高地德語          | 早期现代高地德语         | 早期现代高地德语       | 高地德语各变种  |
| 原始日耳曼语                                | 西日耳曼语                     | 厄尔米诺内语 （易北河日耳曼语）    | 原始高地德语                       | 原始高地德语                    | 古高地德语、 伦巴底语       | 中古高地德語          | 早期现代高地德语         | 早期现代高地德语       | 标准德语        |
| 原始日耳曼语                                | 西日耳曼语                     | 伊斯特沃内语 （威悉-莱茵日耳曼语） | 原始法兰克语                       | 古法兰克语                      | 古中部德语                  | 中古中部德语          | 早期现代中部德语         | 早期现代中部德语       |                 |
| 原始日耳曼语                                | 西日耳曼语                     | 伊斯特沃内语 （威悉-莱茵日耳曼语） | 原始法兰克语                       | 古法兰克语                      | 古中部德语                  | 中古中部德语          | 早期现代中部德语         | 早期现代中部德语       | 中部德语各变种  |
| 原始日耳曼语                                | 西日耳曼语                     | 伊斯特沃内语 （威悉-莱茵日耳曼语） | 原始法兰克语                       | 古法兰克语                      | 古低地法兰克语 （古荷兰语） | 早期林堡语 中古荷兰语 | 晚期林堡语 中古荷兰语    | 早期林堡语             | 林堡语          |
| 原始日耳曼语                                | 西日耳曼语                     | 伊斯特沃内语 （威悉-莱茵日耳曼语） | 原始法兰克语                       | 古法兰克语                      | 古低地法兰克语 （古荷兰语） | 早期 中古荷兰语       | 晚期 中古荷兰语          | 早期 现代荷兰语        | 荷兰语各变种    |
| 原始日耳曼语                                | 西日耳曼语                     | 伊斯特沃内语 （威悉-莱茵日耳曼语） | 原始法兰克语                       | 古法兰克语                      | 古低地法兰克语 （古荷兰语） | 早期 中古荷兰语       | 晚期 中古荷兰语          | 早期 现代荷兰语        | 南非语          |
| 原始日耳曼语                                | 西日耳曼语                     | 因格沃内语 （北海日耳曼语）        | 原始撒克逊语 （东南因格沃内语）    | 原始撒克逊语 （东南因格沃内语） | 古撒克逊语                  | 中古低地德语          | 中古低地德语             | 中古低地德语           | 低地德语各变种  |
| 原始日耳曼语                                | 西日耳曼语                     | 因格沃内语 （北海日耳曼语）        | 盎格鲁-弗里西语 （西北因格沃内语） | 原始弗里西语                    | 古弗里西语                  | 古弗里西语            | 古弗里西语               | 中古弗里西语           | 弗里西语各变种  |
| 原始日耳曼语                                | 西日耳曼语                     | 因格沃内语 （北海日耳曼语）        | 盎格鲁-弗里西语 （西北因格沃内语） | 原始英语                        | 古英语 （盎格鲁-撒克逊）    | 早期 中古英语         | 晚期 中古英语            | 近代英语               | 英语各变种      |
| 原始日耳曼语                                | 西日耳曼语                     | 因格沃内语 （北海日耳曼语）        | 盎格鲁-弗里西语 （西北因格沃内语） | 原始英语                        | 古英语 （盎格鲁-撒克逊）    | 早期 中古英语         | 早期苏格兰语             | 中古苏格兰语           | 苏格兰语各变种  |
| 原始日耳曼语                                | 北日耳曼语                     | 北日耳曼语                         | 原始诺尔斯语                       | 原始诺尔斯语                    | 卢恩 古西诺尔斯语           | 古冰岛语              | 晚期 古冰岛语            | 冰岛语                 | 冰岛语          |
| 原始日耳曼语                                | 北日耳曼语                     | 北日耳曼语                         | 原始诺尔斯语                       | 原始诺尔斯语                    | 卢恩 古西诺尔斯语           | 古挪威语              | 古法罗语                 | 法罗语                 | 法罗语          |
| 原始日耳曼语                                | 北日耳曼语                     | 北日耳曼语                         | 原始诺尔斯语                       | 原始诺尔斯语                    | 卢恩 古西诺尔斯语           | 古挪威语              | 古诺恩语                 | 诺恩语                 | 灭绝            |
| 原始日耳曼语                                | 北日耳曼语                     | 北日耳曼语                         | 原始诺尔斯语                       | 原始诺尔斯语                    | 卢恩 古东诺尔斯语           | 古挪威语              | 中古挪威语               | 挪威语                 | 挪威语          |
| 原始日耳曼语                                | 北日耳曼语                     | 北日耳曼语                         | 原始诺尔斯语                       | 原始诺尔斯语                    | 卢恩 古东诺尔斯语           | 早期 古丹麦语         | 晚期 古丹麦语            | 丹麦语                 | 丹麦语          |
| 原始日耳曼语                                | 北日耳曼语                     | 北日耳曼语                         | 原始诺尔斯语                       | 原始诺尔斯语                    | 卢恩 古东诺尔斯语           | 早期 古瑞典语         | 晚期 古瑞典语            | 瑞典語                 | 瑞典語          |
| 原始日耳曼语                                | 北日耳曼语                     | 北日耳曼语                         | 原始诺尔斯语                       | 原始诺尔斯语                    | 卢恩 古东诺尔斯语           | 早期 古瑞典语         | 晚期 古瑞典语            | 达拉纳方言             |                 |
| 原始日耳曼语                                | 北日耳曼语                     | 北日耳曼语                         | 原始诺尔斯语                       | 原始诺尔斯语                    | 卢恩 古哥得兰语             | 早期 古哥得兰语       | 晚期 古哥得兰语          | 哥得兰语               | 哥得兰语        |
| 原始日耳曼语                                | 东日耳曼语                     | 东日耳曼语                         | 东日耳曼语                         | 哥特语                          | 哥特语                      | （未证实哥特语方言）  | （未证实哥特语方言）     | 克里米亚哥特语         | 灭绝            |
| 原始日耳曼语                                | 东日耳曼语                     | 东日耳曼语                         | 东日耳曼语                         | 汪达尔语                        | 灭绝                        | 灭绝                  | 灭绝                     | 灭绝                   | 灭绝            |
| 原始日耳曼语                                | 东日耳曼语                     | 东日耳曼语                         | 东日耳曼语                         | 勃艮第语                        | 灭绝                        | 灭绝                  | 灭绝                     | 灭绝                   | 灭绝            |
| 註解 1. 2. 3. 4. 5. 6. 參考資料 1. 2. 3. 4. |                                |                                    |                                    |                                 |                             |                       |                          |                        |                 |